# Władysław II Przemyślida
Władysław II (ur. 1110, zm. 18 stycznia 1174) – książę Czech z dynastii Przemyślidów w latach 1140–1158 i drugi król czeski, panujący w latach 1158–1172.

## Życiorys
Władysław był synem Władysława I, księcia czeskiego, i Rychezy z Bergu, córki Henryka hrabiego Bergu (Rycheza była siostrą Salomei, drugiej żony księcia Polski Bolesława Krzywoustego). 
Nie mając realnej możliwości objęcia władzy w czasie panowania jego wuja Sobiesława I przeniósł się do Bawarii. Powrócił po śmierci wuja w 1140 roku i z pomocą szwagra, króla niemieckiego Konrada III został księciem Czech. W 1147 towarzyszył Konradowi w zakończonej porażką drugiej krucjacie, jednak w Konstantynopolu zawrócił. W drodze powrotnej odwiedził Kijów i Kraków. Dzięki wstawiennictwu Fryderyka Barbarossy otrzymał 11 stycznia 1158 roku koronę Czech, stając się tym samym po Wratysławie II drugim królem Czech. Jego syn, Wojciech, został arcybiskupem Salzburga.
W 1172 abdykował bez porozumienia z możnymi i bez zgody cesarza na rzecz swojego syna Fryderyka. Ten po niecałym roku panowania utracił tytuł na rzecz Sobiesława II, starszego syna Sobiesława I. Władysław został skazany na banicję, uszedł na ziemie swojej żony, gdzie umarł w styczniu 1174 roku. Został pochowany w katedrze miśnieńskiej. Później jego szczątki przeniesiono do opactwa na Strahovie.
W czasie swojego panowania ufundował w Czechach wiele opactw norbertanów (Strahov, Želiv, Doksany) i cystersów (Plasy, Pomuk). Z jego panowaniem wiąże się również budowa kamiennego mostu na Wełtawie w Pradze, nazwanego na cześć drugiej żony Władysława, matki Przemysła Ottokara I, Mostem Judyty.
Władysław II był dwukrotnie żonaty. Jego pierwszą małżonką została około 1140 r. Gertruda (zm. 8 kwietnia 1150), córka margrabiego Leopolda III. Z tego małżeństwa pochodzili:
- Fryderyk
- Agnieszka (zm. 7 czerwca 1228, opatka w klasztorze św. Jerzego)
- Świętopełk
- Wojciech

W 1153 r. Władysław II ożenił się z Judytą (zm. po 9 września 1174 r.), córką landgrafa Turyngii Ludwika I. Z drugiego małżeństwa pochodzili:
- Przemysł Ottokar I
- Władysław III Henryk
- Richenza.